# Притвор

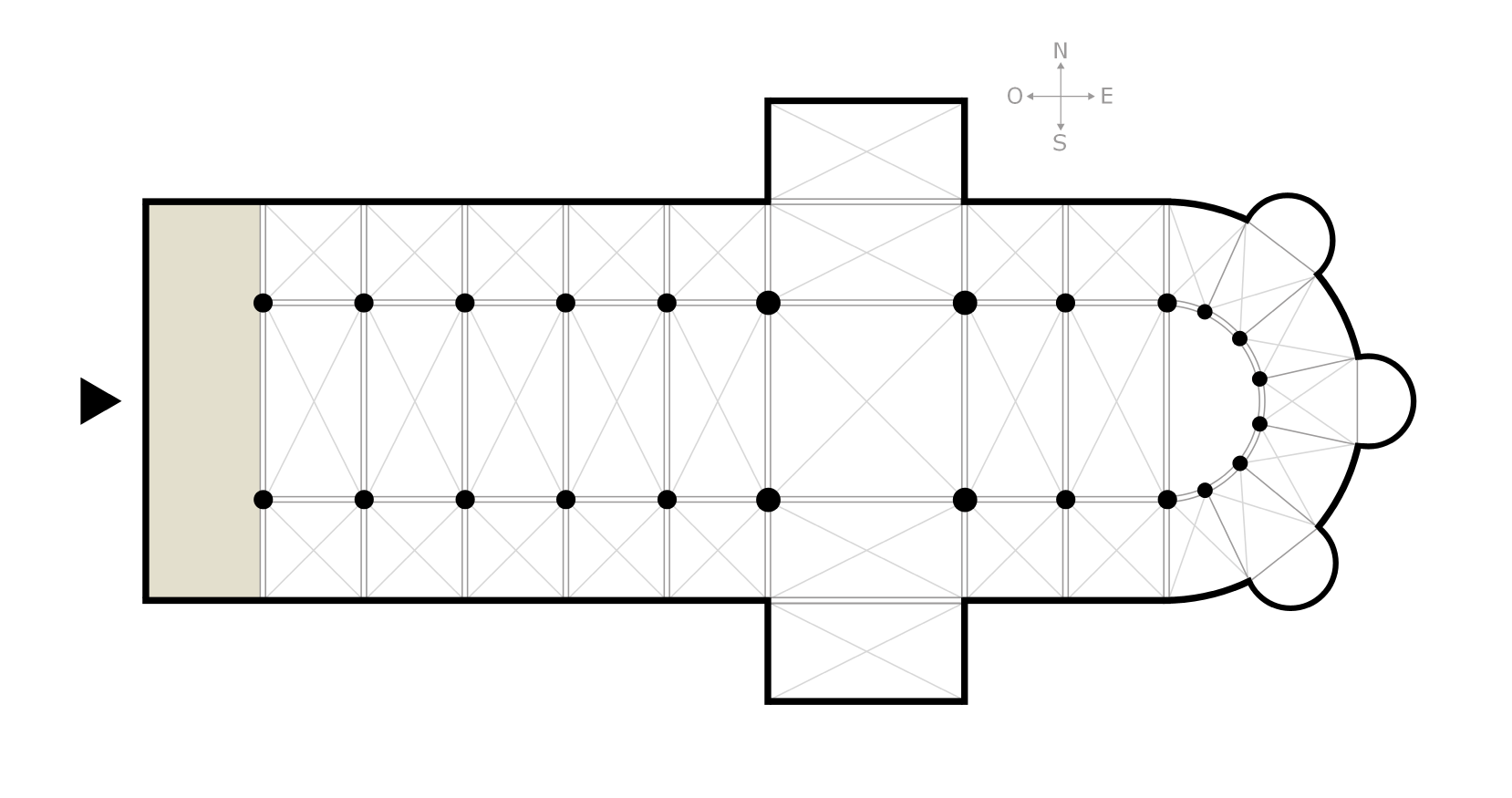
Поземна проєкція з виділеним нартексом

Притво́р (нартекс, розм. оглаше́нка) — у візантійській християнській архітектурі крите передсіння при передній стіні храму. Утворився на основі підтіння, що оточувало передхрамовий дитинець.
Призначений передусім для оглашенних і покутників. У романській архітектурі перетворений на бабинець.